# Точнорешаемая задача
В настоящее время отсутствует единое определение точно решаемой задачи для всех разделов математики. Это обусловлено особенностями самих задач и методов поиска их решения. Вместе с тем базовые теоремы, определяющие наличие и единственность решений, строятся на общих принципах, что будет показано ниже.

## Алгебраические уравнения
Решить уравнение {\displaystyle f\left(x\right)=0} с неизвестным {\displaystyle x} значит найти значения {\displaystyle x} (корни уравнения), нули функции {\displaystyle f\left(x\right)}, удовлетворяющие этому уравнению.
Значения неизвестного {\displaystyle x}, которые удовлетворяют уравнению, то есть при подстановке вместо {\displaystyle x} обращают уравнение в тождество, называются корнями уравнения, а также соответствующего ему многочлена..
Соответственно,
Решением некоторого множества (системы) уравнений
с неизвестными {\displaystyle x_{1},x_{2},x_{3},....} называется множество значений неизвестных {\displaystyle x_{1},x_{2},x_{3},....}, удовлетворяющих одновременно каждому уравнению системы. Система уравнений решена полностью, если найдены все такие решения..
Решение является приближённым, если при подстановке в алгебраическое уравнение (систему уравнений) разница между значением правой и левой части уравнения будет ниже допустимой погрешности решения.

## Дифференциальные (Интегро-дифференциальные) уравнения
В дифференциальных и интегро-дифференциальных уравнениях каждое уравнение имеет бесконечное количество численных решений, и потому вопрос стоит о возможности описать совокупность всех численных решений данного дифференциального уравнения.
Решение (интегрирование) дифференциального уравнения заключается в отыскании функций (решений, интегралов) {\displaystyle y\left(x\right)} в определённом конечном или бесконечном интервале {\displaystyle \left({a,b}\right)}. Заметим, что решения могут быть проверены подстановкой в уравнение.
Интегрирование системы дифференциальных уравнений часто можно свести к интегрированию одного обыкновенного дифференциального уравнения порядка n, путём последовательного исключения (n — 1) переменных и их производных или замены высших производных вспомогательными неизвестными функциями.
Решение является приближённым, если на всём интервале интегрирования {\displaystyle \left({a,b}\right)} при подстановке решения в дифференциальное уравнение (систему уравнений) разница между значением правой и левой части уравнения будет ниже допустимой погрешности решения.

## Математическая статистика
Схемы критериев с фиксированной выборкой и последовательных критериев представляют собой частные случаи решающих функций или правил поведения, связанных с принятием гипотезы (решением) по каждой выборке некоторого наблюдаемого признака.

## Критерии обоснования решений
В основу поиска решений как алгебраических, так и дифференциальных уравнений положены теоремы о существовании решений и их единственности.

### Теоремы существования
Для корректности постановки начальной или краевой задачи требуется доказательство существования решения, указывающее иногда и путь его построения. Существование физического явления, описываемого данным дифференциальным уравнением, может лишь подсказать, но не доказать существование решения; доказательство существования проверяет самостоятельность математической модели.
Для алгебраических уравнений теоремы существования базируются на ряде теорем. В частности, на теореме Абеля — Руффини о невозможности получить решения в радикалах для любого степенного уравнения выше пятого; на теореме о соответствии количества корней степени алгебраического уравнения; на критерии устойчивости Рауса — Гурвица, теореме Штурма, определяющих наличие у решений отрицательной действительной части, и т. д.
Для системы уравнений используются правило Крамера; условие нетривиального решения однородных линейных уравнений с нулевой правой частью, заключающееся в обращении в ноль главного детерминанта системы; условие линейной независимости уравнений, заключающееся в равенстве количества неизвестных количеству уравнений системы; условия наличия решения как следствия равенства рангов матрицы и расширенной матрицы системы, и т. д..
Для дифференциальных уравнений теоремы существования строятся на методе Коши, заключающемся в поиске решения в виде ряда и доказательстве сходимости этого ряда для дифференциальных уравнений при достаточно широких допущениях относительно правой части; на методе приближений Пикара, методе сжатых изображений и т. д.

### Теоремы единственности решений
Данный класс теорем определяет единственность и полноту решений как алгебраических, так и интегро-дифференциальных уравнений. В частности, для дифференциальных уравнений геометрическая трактовка теорем такова: через каждую точку области D проходит единственная интегральная кривая. Для системы алгебраических уравнений теорема единственности устанавливает, что система n уравнений может иметь не более n решений. В аналитической геометрии теорема единственности определяет единственность разложения вектора по базису, как и независимость векторов базиса (полноту базиса). В теории функций теорема единственности доказывает однозначность представления каждой совокупности точек в некоторой области конкретной аналитичской функцией. В отношении единственности представления аналитическими функциями следует учитывать, что в общем случае одна и та же совокупность точек может описываться как некоторой частной функцией, так и обобщающей её функцией, принимающей различный вид в каждой из областей определения функции. Это порождает бифуркации (ветвления) функции, а соответственно и решений моделирующей системы уравнений.
Данный класс теорем, как правило, доказывается «от противного», то есть предполагается, что при заданных условиях теоремы существует несколько решений, векторы базиса могут быть выражены друг через друга и т. д. и путём рассмотрения данного предположения приводят к выводу о некорректности сделанного предположения, чем доказывается основное утверждение теоремы о единственности решения.

## Формы представления решений
Решения уравнений могут быть получены в одной из двух форм:
- Аналитическая форма
- Численный вид

Аналитическая форма всегда предпочтительней, поскольку позволяет использовать решение для прямого анализа влияния входящих в него параметров. В численном виде это затруднительно. Численные и приближённые методы решения используются в связи с тем, что диапазон точных решений существенно ограничен. Наилучший результат дают комбинированные решения, когда в основу численного метода закладывается некоторое аналитическое решение близкой задачи, которое распространяется численными методами на область задач, где аналитические решения отсутствуют. Главная опасность, которая существует в данном комбинированном методе, заключается в неучёте особенностей перехода от точно решаемой к численно решаемой задаче. В частности, существующие приближённые решения для динамических систем с сосредоточенными параметрами, через известные аналитические решения для систем с распределёнными параметрами, содержат систематическую ошибку по фазе колебаний, которая возникает в связи с тем, что при предельном переходе от систем с сосредоточенными параметрами к системам с распределёнными параметрами фазовые соотношения трансформируются таким образом, что при обратном переходе невосстановимы.